# Niederdruckplasma

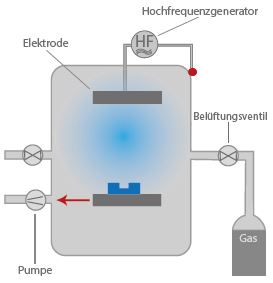
Schema einer Niederdruckplasmaanlage

Ein Niederdruckplasma ist ein Plasma, in dem der Druck erheblich niedriger als der Erdatmosphärendruck ist. Niederdruckplasmen zählen zu den nichtthermischen Plasmen.
Typische technische Niederdruckplasmen werden im Druckbereich weniger Pascal betrieben, also bei Drücken, die um einen Faktor 10.000 geringer sind als der normale Luftdruck. Typisch für Niederdruckplasmen ist eine mittlere freie Weglänge der Elektronen, die größer als die Debye-Länge ist.

## Natürliches Vorkommen
Niederdruckplasmen kommen im Weltall in leuchtenden Gasnebeln vor. Polarlichter können als Niederdruckplasmen bezeichnet werden.

## Technische Anwendungen
Niederdruckplasmen sind unverzichtbare Mittel bei der Herstellung mikroelektronischer Bauelemente (zum Beispiel durch Plasmaätzen oder Sputtern).
Ferner werden Niederdruckplasmen zu einer Vielzahl von Beschichtungsaufgaben eingesetzt. Beispiele sind:
- Konsumgüterindustrie: Lipgloss-Applikator, Spielzeug für Kinder, Besteckkörbe, Hörgeräte, Kugelschreiber, Zahnbürste
- Medizintechnik: Katheter, Petrischale, Pipettenspitzen, Stents, Zahnimplantat
- Textilindustrie: Garn, Stoffe, Schuhsohlen
- Uhren- und Schmuckindustrie: Zifferblatt, Schmuckstein
- Optik: Brillen, Objektive, Intraocularlinsen
- Automobiltechnik: Scheinwerfer, Spiegel, Lenkrad
- Werkzeuge: Gehärtete Oberflächen
- Verpackungsindustrie: Folien
- Getränketechnologie: Innenbeschichtung von PET-Flaschen mit Siliziumdioxid oder Titanpentoxid.
- Plasmamedizin: Sterilisation medizinischer Instrumente, insbesondere wärme- und feuchtigkeitssensible Geräte wie zum Beispiel Endoskope
- Elektrotechnik: amorphe Silizium-Solarzellen, Dünnschichttransistor-Bildschirme, Piezoelemente

Eine weitere Anwendung von Niederdruckplasmen ist die Veredelung von Oberflächen. Setzt man beispielsweise Zirkoniumdioxid (ein keramisches Material) einem Methan-Plasma aus, so werden bis zur Tiefe von einigen Mikrometern die Sauerstoffatome durch Kohlenstoff ersetzt. Das entstandene Zirkoniumkarbid ist silbrig glänzend und ebenso kratzfest wie das weiße Zirkoniumdioxid.
Bei dem Plasma-Ätzen von PTFE wird Material von der Oberfläche mittels eines Wasserstoff-Plasmas abgetragen. Die Behandlung erfolgt unter einem bestimmten Druck in einer Vakuumkammer, wo es zu einer elektrischen Anregung von Wasserstoffgas kommt. Das PTFE wird an der Oberfläche vom festen in den gasförmigen Aggregatzustand umgewandelt und kann somit von der Vakuumpumpe einfach abgesaugt werden. Nach der Plasmabehandlung ist es möglich, das zuvor inerte PTFE zu verkleben, umspritzen, lackieren oder bedrucken. Das Plasmaverfahren ersetzt hier das nasschemische ätzen von Fluorpolymeren.

## Charakteristische Eigenschaften
Bei Niederdruckplasmen ist infolge des niedrigen Drucks die typische mittlere freie Weglänge so groß, dass Stoßprozesse „selten“ sind. Entsprechend sind die unterschiedlichen Teilchensorten (Schwerteilchen, Elektronen) nicht im thermischen Gleichgewicht, d. h. besitzen unterschiedliche Temperaturen.
Bei technischen Niederdruckplasmen werden über selektive Heizung der Elektronen
Elektronentemperaturen von einigen Elektronenvolt (mehreren 10.000 K) erreicht, während die Temperatur des Neutralgases wenig über Zimmertemperatur liegt. Dadurch können auch thermisch sensible Materialien wie Kunststoffe mittels Niederdruckplasmen bearbeitet werden.
Wesentlichen Anteil an den technologisch verwertbaren Eigenschaften haben die Plasma-Randschichten, also der Übergangsbereich vom Plasma zur Wand oder zum Werkstoff.

## Anregung
Die Anregung des Niederdruckplasmas kann mit verschiedenen Frequenzen umgesetzt werden. Je nach Anwendung und Problemstellung wird eine andere Anregung verwendet. Die häufigsten Frequenzen sind: 40–100 kHz (Langwellenanregung), 13,56 MHz (Kurzwellenanregung, RFID-Band) und 2,45 GHz (Mikrowellenanregung, WLAN-Band).
Meistens eine Frequenz aus einem der allgemein zugeteilten ISM- bzw. SRD-Bänder genutzt, da sonst eine eigene Zuteilung bzw. Lizenz bei der Frequenzverwaltung erforderlich ist.